# Lê Duy Hợi
Lê Duy Hợi (ur. 1 stycznia 1983) – wietnamski zapaśnik walczący w stylu wolnym. 
Zajął 27. miejsce na mistrzostwach świata w 2006 i 35. miejsce w 2007. Dziewiąty na igrzyskach azjatyckich w 2006. Jedenasty na mistrzostwach Azji w 2008. Złoty medalista igrzysk Azji Południowo-Wschodniej w 2005 roku.